# Paul Asa Diema
Paul Asa Diema – nauruański polityk, były członek parlamentu.
Reprezentant okręgu Anetan. Uzyskał mandat poselski w pierwszych wyborach parlamentarnych w niepodległym Nauru, tj. w roku 1968. W 1971 roku utracił go na rzecz Lawrence'a Stephena.